# Asarum dissitum
Asarum dissitum là một loài thực vật có hoa trong họ Aristolochiaceae. Loài này được F.Maek. ex Hatus. & Yamahata mô tả khoa học đầu tiên năm 1988.